# Rupert Kytka
Rupert Kytka (8. února 1910, Olomouc – 3. května 1993, Olomouc) byl český fotograf, zakládající člen skupiny DOFO.

## Životopis
Rupert Kytka byl zaměstnán v olomouckém Stavoprojektu jako ekonom a v letech 1952–1971 jako fotograf. Jako autodidakt fotografoval od svých 25 let. Koncem 50. let byl zakládajícím členem skupiny DOFO a zúčastnil se všech jejích výstav. Od roku 1961 vystavoval také v zahraničí jako člen Československého svazu výtvarných umělců (Katovice, Varšava, Budapešť, Sofie, Bělehrad). Od roku 1973 byl členem Svazu českých fotografů a od roku 1974 členem olomouckého Klubu fotografů-amatérů. Působil jako lektor ve fotografické sekci olomoucké Vlastivědné společnosti muzejní a na Škole výtvarné fotografie v Brně. Zemřel náhle 3. května 1993 ve věku 83 let.

### Ceny
- 1972 1. cena v soutěži Historická Olomouc
- 1972 Stříbrná medaile na Mezinárodním fotografickém salonu v Buenos Aires

## Dílo
Rupert Kytka patřil k progresivnímu proudu české amatérské fotografie. Zůstával věrný čisté nemanipulované fotografii a navazoval na meziválečný modernismus, který ho ovlivnil v mládí.
Stejně jako ostatní členové skupiny DOFO se zprvu věnoval snímkům zachycujícím tzv. „poezii všedního dne“ se zřetelným vlivem surrealismu, imaginativního umění a informelu. Oceňované jsou jeho detailní snímky povrchových struktur dřeva a jiných materiálů (asfalt) a zejména cyklus Skleněné labyrinty. Ty zachycují detaily skleněných objektů, kde hraje hlavní roli transparentnost skla a pečlivé nasvícení.
Od 60. let hledal rytmické struktury a jejich kontrastní stíny v detailech zasněžené krajiny (Stíny I, 1960) nebo budov (Krov, 1965). Kytkovy fotografie z té doby mají paralely k op-artu a dílu Bridget Rileyové (její díla poprvé vystavila Národní galerie až roku 1970 a nelze je tedy považovat za přímou inspiraci). Z poloviny 60. let pochází také Kytkovy aranžované fotografie drátěných struktur na sněhu a na tmavém podkladu, kde výtvarné působení abstraktního tvaru objektu tvoří samostatnou kvalitu. Jednou z nejznámějších a hojně reprodukovaných fotografií z tohoto období jsou land-artové Kupky, kde opět pracuje s kontrasty tmavých a světlých ploch a rytmickou kompozicí.
Koncem 60. let se skupina DOFO rozpadla a jednotliví členové se vydali samostatnou cestou. Rupert Kytka svou fotografickou dráhu zakončil souborem fotografií hor v cyklu Dobrá země (1969–1979). Kytka často fotografoval teleobjektivem a znovu prokázal mistrovství ve schopnosti nacházet rytmické motivy v krajině. Na výsledku se podílel i člen DOFO Vojtěch Sapara, který byl povoláním chemik a má zásluhu zejména na dokonalé reprodukci zvětšenin.

### Autor fotografií
- František Dvořák: Věra Kotasová: Grafika, obrazy, OGVU Olomouc 1976
- Pavel Zatloukal, Milan Vymazal: Sigma GŘ – inženýrsko projektová koncernová účelová organizace Olomouc: Architektura 1967–1982, OGVU Olomouc 1983
- Pavel Zatloukal, Olomoucká architektura 1950–1983, OGVU Olomouc 1983 (spoluautor)
- František Dvořák: Václav Frydecký: Výběr z díla, OGVU Olomouc 1991
- Pavel Zatloukal, Oznámení o Ikarově letu: Olomoucká šedesátá léta v zrcadle výtvarné kultury, MU Olomouc 1998, ISBN 80-85227-29-0 (spoluautor)

### Výstavy (výběr)

#### Autorské
- 1973 Rupert Kytka, Vojtěch Sapara: Dobrá země, Divadlo hudby (Galerie Titanic), Olomouc
- 1974 Rupert Kytka, Vojtěch Sapara: Dobrá země, Staroměstská radnice, Praha, Galerie fotografie, Děčín
- 1976 Rupert Kytka: Fotografie, lékařská fakulta UP Olomouc
- 1988 Rupert Kytka: Fotografie, Posádkový dům armády v Olomouci
- 2006 Rupert Kytka: Fotografie, Galerie Šternberk, Šternberk

#### Kolektivní
- 1963 II. přehlídka umělecké tvorby Severomoravského kraje, Krajské vlastivědné muzeum, Olomouc
- 1965 DOFO: Fotografie, Kabinet fotografie Jaromíra Funka, Brno
- 1966 Surrealismus a fotografie, Kabinet fotografie Jaromíra Funka, Brno
- 1970 Členské výstavy olomouckých výtvarníků k 25. výročí osvobození ČSSR, Dům umění, Olomouc
- 1989 Česká amatérská fotografie 1945–1989, Bruselský pavilon, Praha
- 1995 Sto let výtvarné kultury Olomoucka 1889–1989, Podkroví, Olomouc
- 1995 Výstava fotografií skupiny DOFO, Uměleckoprůmyslové muzeum, Brno
- 1995 Výstava fotografií skupiny DOFO, Muzeum umění Olomouc
- 1998 Oznámení o Ikarově letu: Olomoucká šedesátá léta, Muzeum umění Olomouc
- 1999 ... a co sbírky. Přírůstky Muzea umění Olomouc za léta 1985–1998, Muzeum umění Olomouc
- 2001 Fotografie jako umění v Československu 1959–1968, Místodržitelský palác, Brno
- 2003 JÓFOTÓ – DOFO kialitása, Magyar Fotográfiai Múzeum / Hungarian Museum of Photography, Kecskemét
- 2005 Česká fotografie 20. století / Czech photography of the 20th century, Praha
- 2005 Místa paměti, Galerie Šternberk
- 2009 Tschechische Fotografie des 20. Jahrhunderts, Kunst- und Ausstellungshalle der Bundesrepublik Deutschland (Bundeskunsthalle), Bonn
- 2011/2012 V plném spektru. Fotograﬁe 1900–1950 ze sbírky Moravské galerie v Brně, Pražákův palác, Brno
- 2012 Civilizované iluze: Fotografická sbírka Muzea umění Olomouc, Muzeum umění Olomouc
- 2012/2013 Od Tiziana po Warhola: Muzeum umění Olomouc 1951–2011 (IV. Výtvarné umění 1948–2011), Muzeum umění Olomouc
- 2012 Element F. Fotografie a umění ve druhé polovině 20. století, Pražákův palác, Brno
- 2015 Landskrona Foto View: Czech Republic, Landskronan Museo, Landskrona
- 2016/2017 Na pierwszy rzut oka / Na první pohled (Wybór z czeskiej fotografii XX i XXI wieku / Výběr z české fotografie 20. a 21. století), Muzeum Ślaska Opolskiego, Opole
- 2018 Všední den v české fotografii 50. a 60. let, Galerie výtvarného umění v Chebu

### Antologie fotografie
- Československá fotografie (Pražský fotosalon 1965), Odeon, Praha 1967
- Současná fotografie v Československu, Obelisk, Praha 1972
- Česká fotografie 20. století, Uměleckoprůmyslové museum, Praha 2005
- Česká fotografie 20. století, Uměleckoprůmyslové museum, Praha 2010
- Všední den v české fotografii 50. a 60. let, Galerie výtvarného umění v Chebu 2018

### Katalogy
- Skupina DOFO, text Václav Zykmund, Oblastní galerie výtvarného umění v Olomouci 1962
- Fotografie skupiny DOFO (Hajn, Kohoutek, Kytka, Přeček, Reichmann, Vávra), text Václav Zykmund, Dům umění města Brna 1965
- Surrealismus a fotografie, text Václav Zykmund, Kabinet fotografie Jaromíra Funka, Brno 1966
- Česká amatérská fotografie 1945–1989, text Petr Klimpl, Ústav pro kulturně výchovnou činnost, Praha 1989
- 100 let výtvarné kultury v Olomouci 1889–1989, tet Pavel Zatloukal, Muzeum umění Olomouc 1995, ISBN 80-85-227-18-5
- DOFO Fotoskupina, text Pavel Zatloukal, Antonín Dufek, Muzeum umění Olomouc, Moravská galerie v Brně 1995, ISBN 80-7027-041-1
- Oznámení o Ikarově letu (Olomoucká šedesátá léta v zrcadle výtvarné kultury), Pavel Zatloukal (ed.), Muzeum umění Olomouc 1998, ISBN 80-85227-29-0
- …a co sbírky (Přírůstky Muzea umění Olomouc za léta 1985–1998), Štěpánka Bieleszová Müllerová, Muzeum umění Olomouc 1999, ISBN 80-85227-31-2
- Fotografie jako umění v Československu 1959–1968 / Photography as Art in Czechoslovakia 1959–1968 (Z fotografické sbírky Moravské galerie / From the photographic collection of the Moravian Gallery), text Antonín Dufek, Moravská galerie v Brně 2001, ISBN 80-7027-109-4
- Galerie Šternberk 2006, Terezie Nekvindová, Martin Fišr, 74 s., Městská kulturní zařízení Šternberk 2006, ISBN 978-80-904092-0-0
- Tschechische Fotografie des 20. Jahrhunderts, Vladimír Birgus, Jan Mlčoch (eds.), Uměleckoprůmyslové museum, Nakladatelství KANT (Karel Kerlický), Kunst- und Ausstellungshalle der Bundesrepublik Deutschland (Bundeskunsthalle) 2009, ISBN 978-80-86970-96-7
- V plném spektru (Fotografie 1841–2005 ze sbírky Moravské galerie v Brně), text Antonín Dufek a kol., Moravská galerie v Brně, Nakladatelství KANT (Karel Kerlický) 2011, ISBN 978-80-7027-240-4, ISBN 978-80-7437-057-1
- Muzeum umění Olomouc 1951–2011, Pavel Zatloukal (ed.), Muzeum umění Olomouc 2012, ISBN 978-80-87149-63-8
- Civilizované iluze: Fotografická sbírka Muzea umění Olomouc / Civilised Illusion: Photography Collection of the Olomouc Museum of Art, text Pavel Zatloukal a kol., Muzeum umění Olomouc 2012, ISBN 978-80-87149-43-0
- Element F.: Fotografie a umění ve druhé polovině 20. století, Jiří Pátek, Alena Benešová, Moravská galerie v Brně 2012, ISBN 978-80-7027-256-5
- Landskrona Foto View: Czech Republic (A Century of Avant-garde and Off-guard Photography), text Vladimír Birgus a kol., Muzeum umění Olomouc, Landskronan Museo 2015, ISBN 978-80-871499-7-3, ISBN 978-91-976702-9-6
- Na pierwszy rzut oka / Na první pohled / At First Sight (Wybór z czeskiej fotografii XX i XXI wieku / Výběr z české fotografie 20. a 21. století / A selection of Czech photography from the 20th and 21st centuries), text Vladimír Birgus a kol., Muzeum umění Olomouc 2016 ISBN 978-80-88103-14-1
- Všední den v české fotografii 50. a 60. let, Galerie výtvarného umění v Chebu 2018

### Encyklopedie
- Encyklopedie českých a slovenských fotografů, ASCO, Praha 1993
- Slovník českých a slovenských výtvarných umělců 1950–2001 (VI. Kon–Ky), Výtvarné centrum Chagall, Ostrava 2001, s. 499–500
- Nová encyklopedie českého výtvarného umění (Dodatky), Academia, nakladatelství Akademie věd České republiky, Praha 2006